# Ugo III di Spoleto
Ugo III (prima del 1030 – prima del gennaio 1056) fu duca di Spoleto e marchese di Camerino dal 29 maggio 1037 alla morte.

## Biografia
Ugo era figlio di Walfredo, figlio di Adalberto II e di una certa Bertilla. Suo zio paterno fu Bonifacio III, margravio di Toscana. Adalberto II (e Bonifacio) era a sua volta figlio di Ubaldo II, a sua volta figlio di Bonifacio II, duca di Spoleto e margravio di Camerino. Faceva dunque parte della dinastia degli Hucpoldingi. Della madre invece non si conosce il nome; tuttavia lei era figlia di Lamberto e Ratilda, quest'ultima probabile figlia di Tebaldo II, duca di Spoleto, appartenente alla dinastia degli Hucpoldingi.
Ugo compare per la prima volta nelle fonti assieme al fratello in occasione in un placito svoltasi a Bologna il 6 giugno 1030.
Ugo lo si ritrova come detentore di diritti di natura pubblica nel territorio di Faenza. In quell'occasione, egli "restituì" i suoi poteri pubblici al vescovo di Ravenna Gebeardo: questo infatti, il 30 aprile 1034, venne investito dall'imperatore Corrado II del comitato di Faenza. In occasione dei preparativi per una spedizione contro il conte Eudes in Borgogna da parte di Corrado II (spedizione in cui partecipò molto probabilmente lo stesso Ugo), due mesi dopo l'investitura da parte dell'imperatore, Ugo "restituì" il suo comitato, vedendosene restituire, sotto forma di beneficio, metà di questo, evidenziando quindi un forte potere contrattuale da parte di Ugo.
Dopo la vittoria della spedizione borgognona, e dopo la distensione politica con l'arcivescovo di Ravenna, tre anni dopo, il 29 maggio 1037, divenne duca di Spoleto e marchese di Camerino grazie al potere imperiale, carica che detenne fino al 1056. Egli subentrò a Ugo II, figlio di Ranieri, entrambi della dinastia dei Supponidi, con la quale gli Hucpoldingi erano in rivalità da secoli. Egli probabilmente fu elevato a tale carica in quanto un importante membro della nobiltà italica.
Ugo non aveva, come i suoi antenati Bonifacio II e Tebaldo II, un radicamento patrimoniale nella marca, rendendo il suo dominio nella circoscrizione fragile e sostenuto principalmente dalla volontà imperiale, che per anni non fece apparizioni in Italia.
Nel maggio 1038, Ugo accompagnò Corrado II nell'Italia del Sud, evento che portò alla deposizione di Pandolfo IV di Capua. Del suo agire nella marca non sappiamo altro. Sappiamo maggiormente della sua attività nel bolognese, zona in cui deteneva ancora prerogative signorili e fiscali.
Quando Enrico III scese in Italia, egli appare come parte del seguito imperiale, presenziando, il 7 aprile 1047, ad un placito giudiziario convocato dall'imperatore a Ravenna.

## Matrimonio e figli
Sposò Willa. Essi ebbero:
- Ugo III, conte, che sposò Matilde. Essi ebbero una figlia, Beatrice, che sposò un certo Alberto[9][12];
- Alberto I, conte, che sposò Matilde. Essi ebbero due figli, Enrico e Uberto; quest'ultimo a sua volta ebbe come figlio Ugo, conte, ascendente dei conti di Casalecchio e dei conti di Panico[9][12];
- Ubaldo IV, conte, che sposò Iulitta e in seconde nozze Mansilda. Non ebbe figli[9][12];
- Bonifacio III, che non si sposò mai[9][12];
- Adelaide, che si sposò con un uomo dal nome sconosciuto, forse un certo Frederone. Essi ebbero un figlio, Adalberto IV[12][13].

Questo ramo degli Hucpoldingi, che non guadagnò posizioni di rilievo nel ducato di Spoleto ma rimase attivo nel Bolognese, fu il ramo più vicino al potere imperiale. Esso fu però anche il ramo più danneggiato dagli sconvolgimenti della lotta per le investiture. I discendenti di Ugo III videro il loro spettro politico tramontare a causa dell'ascesa di Matilde di Canossa e delle istituzioni comunali di Bologna, oltre che della sempre più rara presenza imperiale nella penisola, condannando questo ramo hucpoldingio all'irrilevanza nell'alta politica.